# Luise von Martens
Pour les articles homonymes, voir Martens.
Luise Henriette von Martens (née le 15 janvier 1828 à Stuttgart, mort le 16 septembre 1894 dans la même ville) est une peintre wurtembergoise.

## Biographie

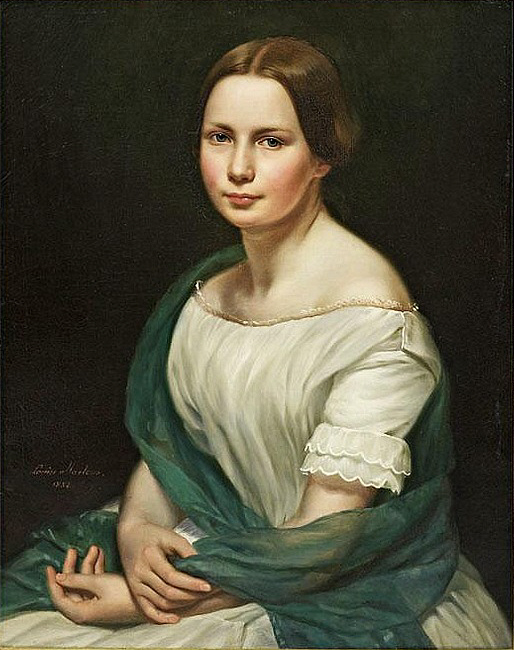
Portrait d'une jeune femme à la robe blanche, 1852.

Luise von Martens est la fille du naturaliste Georg Matthias von Martens et une sœur du zoologiste Eduard Carl von Martens.
Elle étudie à Düsseldorf auprès de Karl Ferdinand Sohn, probablement avec Emma Neussel (plus tard Emma Elwin), qu'elle représente au crayon en 1853. Elle entreprend alors de nombreux voyages à l'étranger. Elle peint ou dessine des portraits et des compositions de personnages, des paysages, y compris des paysages urbains, et des natures mortes. Elle meurt célibataire.
Elle réalise entre autres un portrait de son père, l'un des portraits de son legs en 1897 à la collection de peinture du Musée royal des beaux-arts de Stuttgart.